# Хаммуда-паша
Хаммуда-паша (араб. حمودة باشا; д/н — 1666) — 3-й бей Тунісу в 1631—1666 роках. Закріпив за своїм родом владу в Тунісі, зробивши посаду дея номінальною.

## Життєпис
Походив з роду Мурадидів. Син Мурада I, бея тунісу, та Ясмін, наложниці-корсиканки. Про молоді роки обмаль відомостей. Батько одружив його з Азізою, донькою колишнього дея Усмана, що значно посилило становище роду серед турецьких військовиків. Також в якості посагу та спадщини отримав близько 90 тис. га землі по всьому Тунісу.
1631 року після смерті батька успадкував його титул бея. Спочатку діяв спільно з деєм Юсуфом. Оженився на Хізії, доньці Алі Табіта, найближчого помічника Юсуф-дея. Відзначився при придушенні повстань берберів на північному заході та арабів на півдні. Звів перший свій палац, що отримав назву Дар-Хаммуда.
З часом набув все більшої ваги, фактично взявши під контроль дивану Тунісу, а Юсуф-дей ставава все більш номінальним правителем. Разом з останній домігся закріплення за тунісом острова Джерба, що раніше належав паши Триполі.
1637 року після смерті Юсуф-дея спільно з впливовим членмо дивана Мамі Феррарезе домігся обрання новим деєм Усті Мурада, що був давнім другом батька Хаммуди. Невдовзі спільно з Усті мурадом організував вбивство Мамі, взявши під контроль диван. Оскільки Усті Мурад більше опікував зовнішними зносинами та розвитком піратства, то державні справи взяв під повний контроль Хаммуди.
1640 року після смерті Усті Мурада домігся обрання новим деєм Ахмада-ходжи. Останній фактично передав владу Хаммуді, зокрема надав дозвіл тому мати постійно 600 охоронців-сипахів. 1643 року викупив у дивана старий палац Хафсідів в Бардо, який перебудував та розширив.
1647 року встановив контроль над яничарами, ставши призначати їх агу. також поставив новим деєм Хаджи Мухаммада Лаза, який вже не відігравав жодної ролі. З цього часу перебрав повну владу в Тунісі, а дей лишився номінальною фігурою. Цей факт було закріплено, коли 1659 року османський султан Мегмед IV надав Хаммуді титул паши. Це вимушен був захід, оскільки в цей час великий візир Мехмед Кепрюлю займався придушення численних напівнезалежних пашей в Анатолії, Єгипті та в Передній Азії.
Маючи фактичну владу й офіційну вищу посаду Хаммуда зосередив увагу на зміцнення влади свого роду в Тунісі. Доклав значний зусиль для розвитку торгівлі, остаточно ліквідувавши банди та приборкавши племена. Також за його наказом було споруджено численні базари-суки. З 1655 року велося спорудження мечеті Хаммуди, що згодом стала родинним похованням роду Мурадидів. Крім того, в Тунісі було зведено бімаристан (лікарню). мавзолей Сіді-Сахаб в Кайруані.
Водночас посилив піратську діяльність в Західному Середземномор'ї. У відповідь 1665 року Франція відправила проти тунісу потужну ескадру. Тому Хаммуда-паша вимушен був укласти мирну угоду з королем Людовиком XIV. надавши право французам торгівлі в тунісі та першість французького консула над консулами інших європейських держав.
Перед смертю призначив мурада спадкоємцем посади бея й паши, іншого сина — Мухаммада аль-Хафсі призначив санджакбеєм Кайруану, Сфаксу, Сузи та Монастира. ще один син — Хусейн — отримав санджаки на кордоні з Алжирським бейлербейством. Помер Хаммуда-паша 1666 року в збудованому за власним наказом палаці Дар аль-бей в Тунісі. Йому спадкував син Мурад-бей II.